# Aeropuerto de Prince Albert
El Aeropuerto de Prince Albert también conocido como Campo Glass (del inglés: Prince Albert Airport o Glass Field) (IATA: YPA, OACI: CYPA) está ubicado a 1 MN (1,9 km; 1,2 mi) al noreste de Prince Albert, Saskatchewan, Canadá.
Este aeropuerto fue nombrado en honor a Floyd Glass quien fue un piloto durante la Segunda Guerra Mundial.

## Aerolíneas y destinos
- Transwest Air
  - Fond-du-lac / Aeropuerto de Fond-du-lac
  - La Ronge / Aeropuerto de La Ronge
  - Points North / Aeropuerto de Points North
  - Regina / Aeropuerto Internacional de Regina
  - Saskatoon / Aeropuerto Internacional de Saskatoon John G. Diefenbaker
  - Stony Rapids / Aeropuerto de Stony Rapids
  - Uranium City / Aeropuerto de Uranium City
  - Wollaston Lake / Aeropuerto de Wollaston Lake
- West Wind Aviation
  -  Pronto Airways
    - La Ronge / Aeropuerto de La Ronge
    - Points North / Aeropuerto de Points North
    - Stony Rapids / Aeropuerto de Stony Rapids
    - Saskatoon / Aeropuerto Internacional de Saskatoon John G. Diefenbaker
    - Uranium City / Aeropuerto de Uranium City
    - Wollaston Lake / Aeropuerto de Wollaston Lake